# Buriti dos Montes
Buriti dos Montes este un oraș în Piauí (PI), Brazilia.